# Прілідіано Пуейредон
Прілідіано Пуейредо́н (ісп. Prilidiano Pueyrredon; нар. 24 січня 1823, Буенос-Айрес — пом. 3 листопада 1870, Буенос-Айрес) — аргентинський живописець, графік і архітектор; син аргентинського генерала і політичного діяча Хуана Мартіна де Пуейредона.

## Біографія
Народився 24 січня 1823 року в місті Буенос-Айресі (Аргентина). У 1841—1844 роках навчався в Академії мистецтв Бразилії в Ріо-де-Жанейро. З 1844 року тривалий час мешкав у Парижі, де у Політехнічній школі вивчав інженерну справу.
Помер в Буенос-Айресі 3 листопада 1870 року. Похований в Буенос-Айресі на цвинтарі Реколета.

## Творчість
Майстер костумбризму. Працював в галузі побутового жанру: «Неділя в околицях Сан-Ісідро» (збірка А. Баретто); пейзажу (узбережжя Ла-Плати), портрета:
- «Мануеліта Росас» (1851, Національний музей образотворчого мистецтва);
- батько (1858, факультет права і соціальних наук університету Буенос-Айреса);
- «Сантьяго Кальсаділья» (1859);
- «Гарібальді» (1860);
- автопортрет (друга половина XIX століття, Музей Мітре, Буенос-Айрес).

### Пейзажі

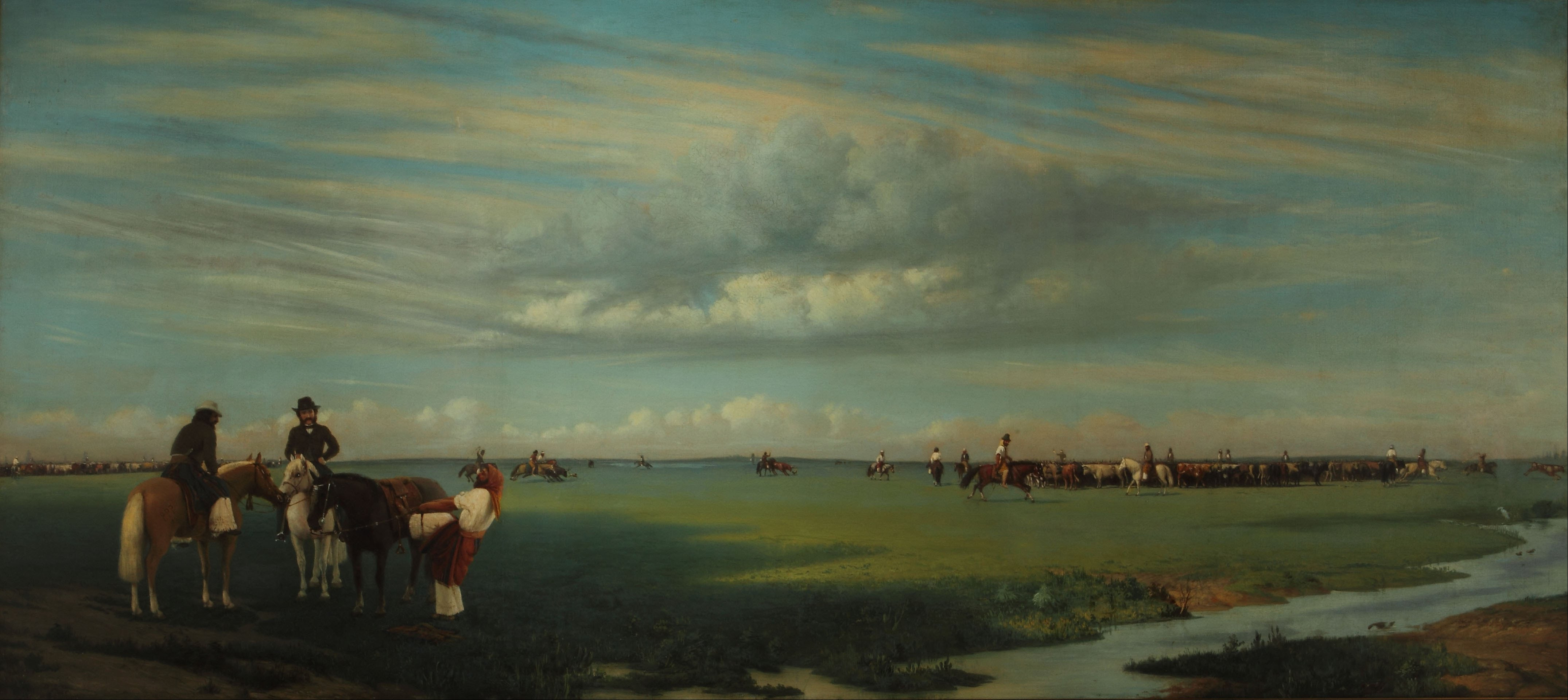
Родео
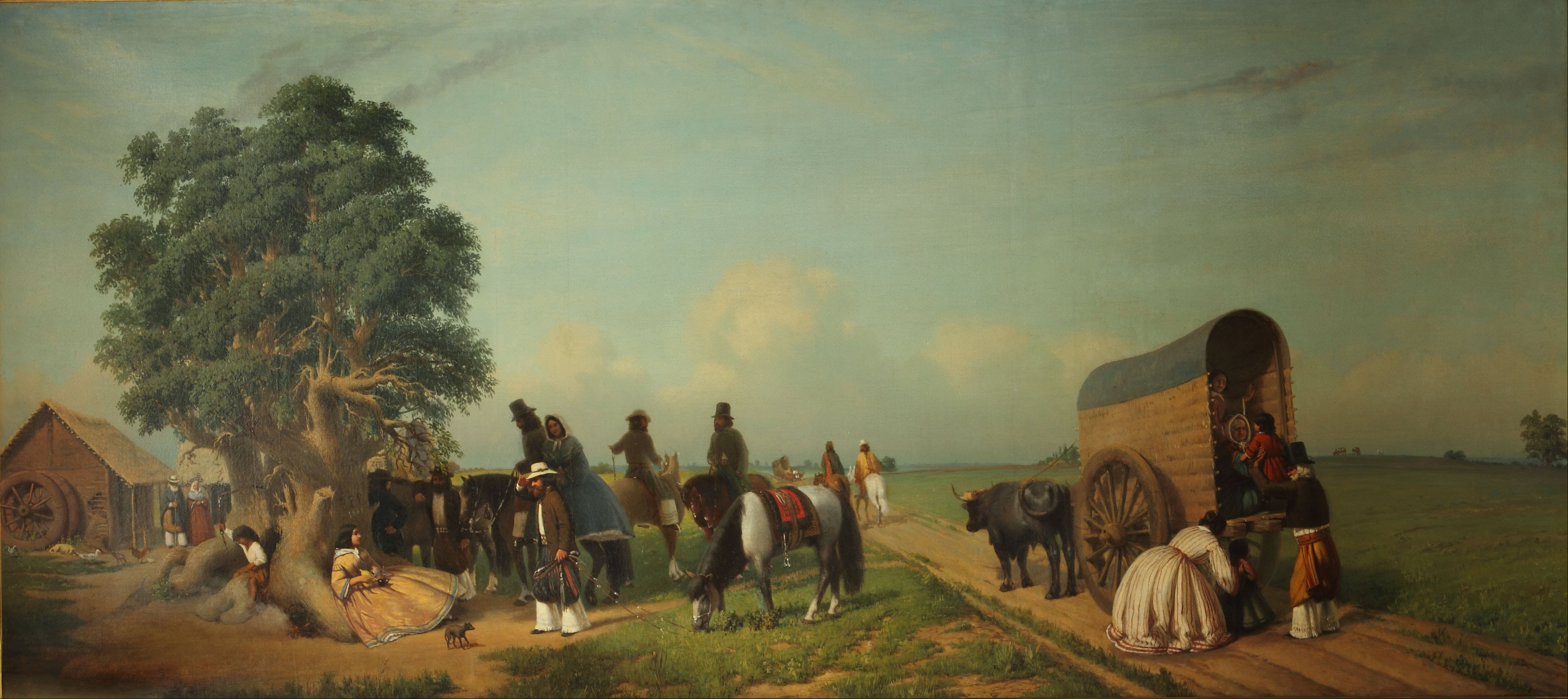
У полі
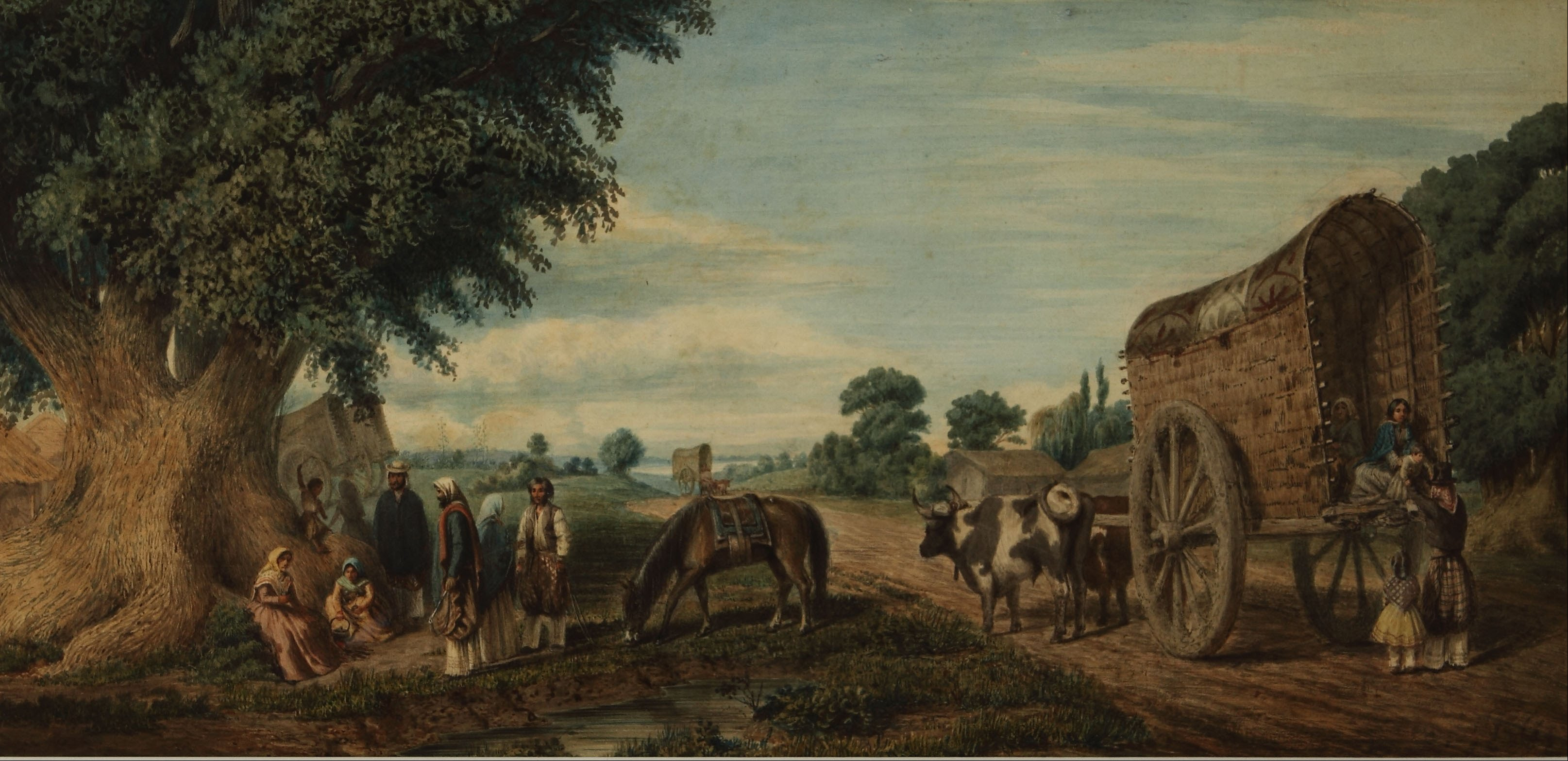
Неділя в околицях Сан-Ісідро

### Портрети

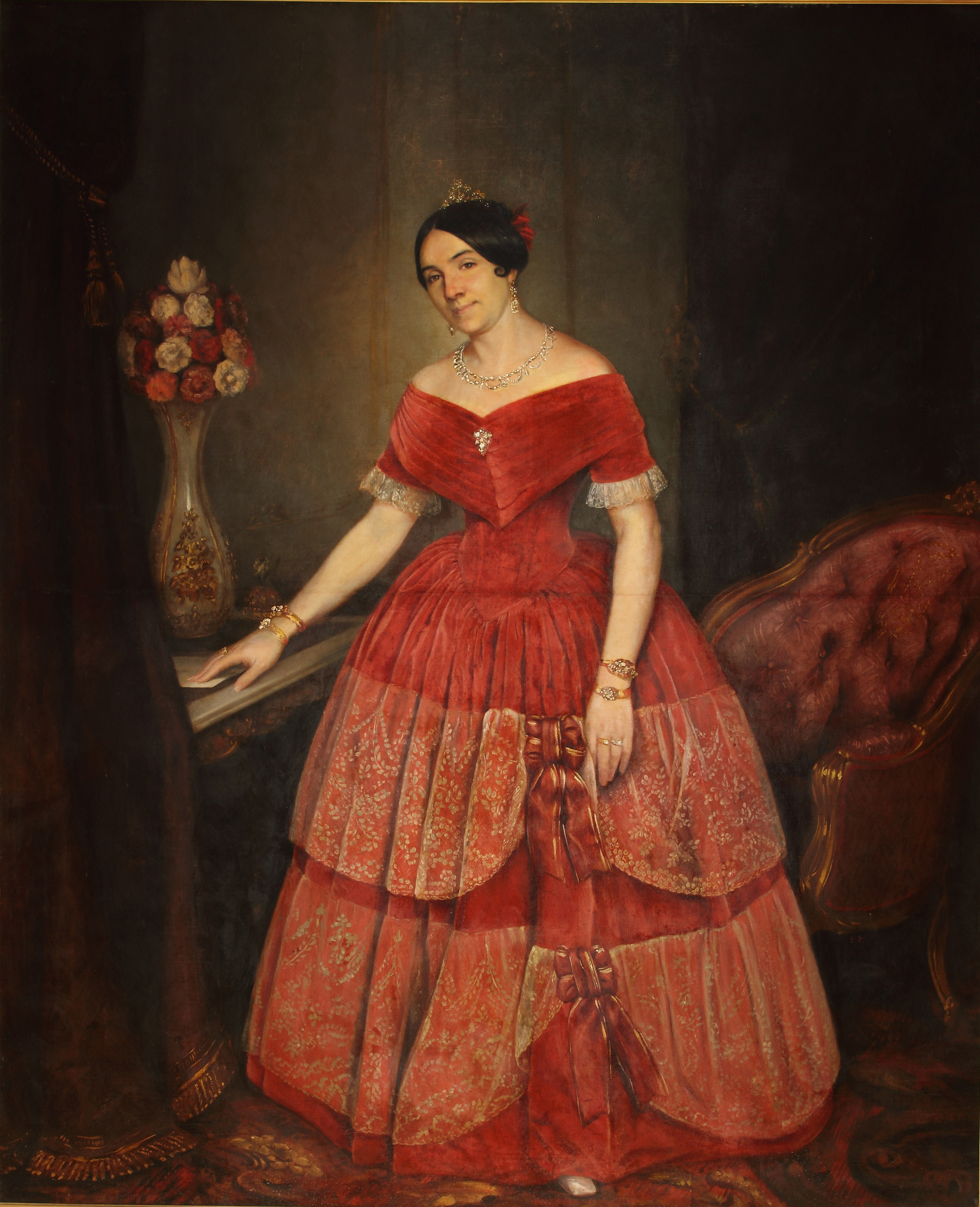
Мануеліта Росас
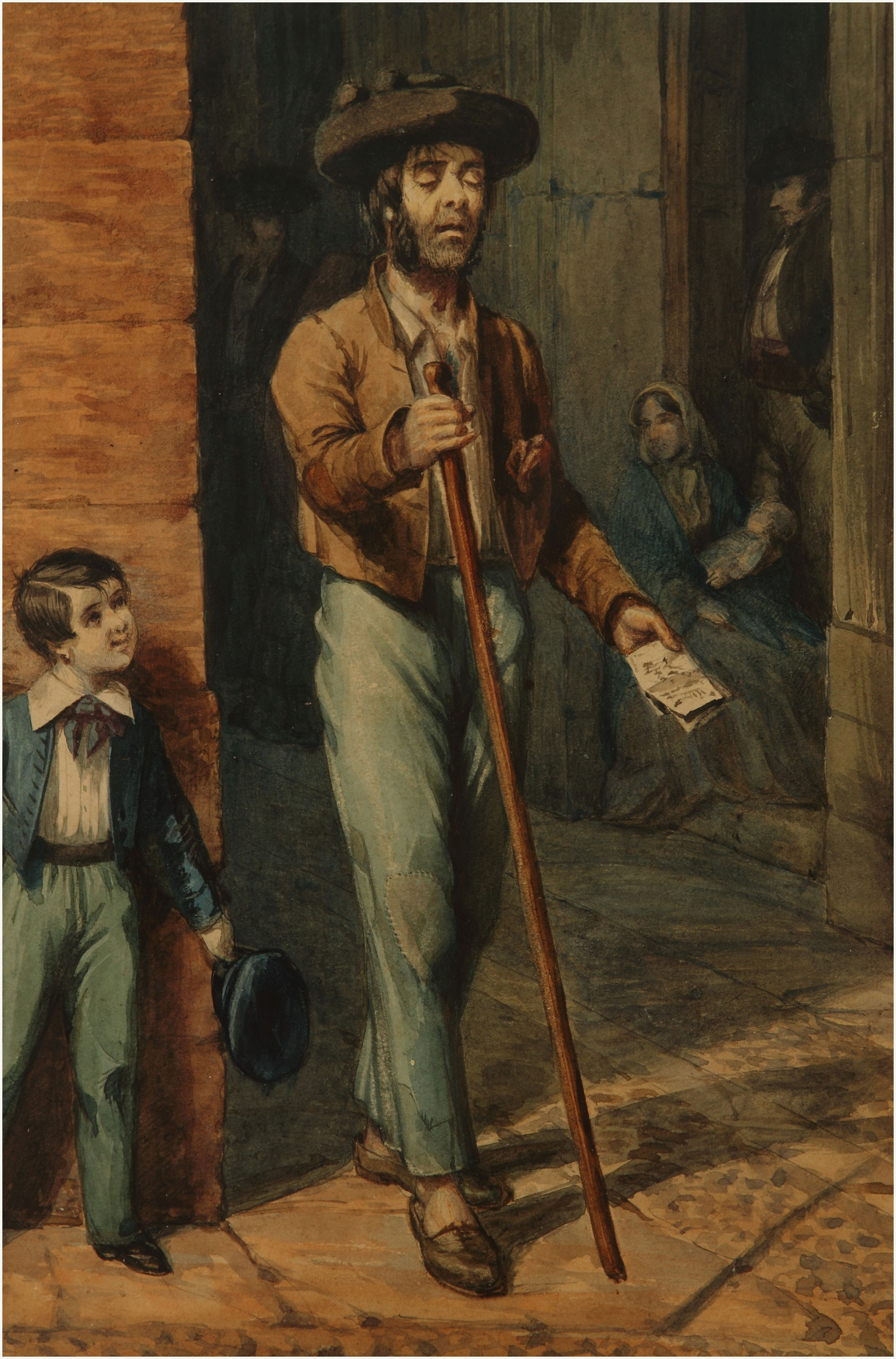
Сліпий у Кадісі
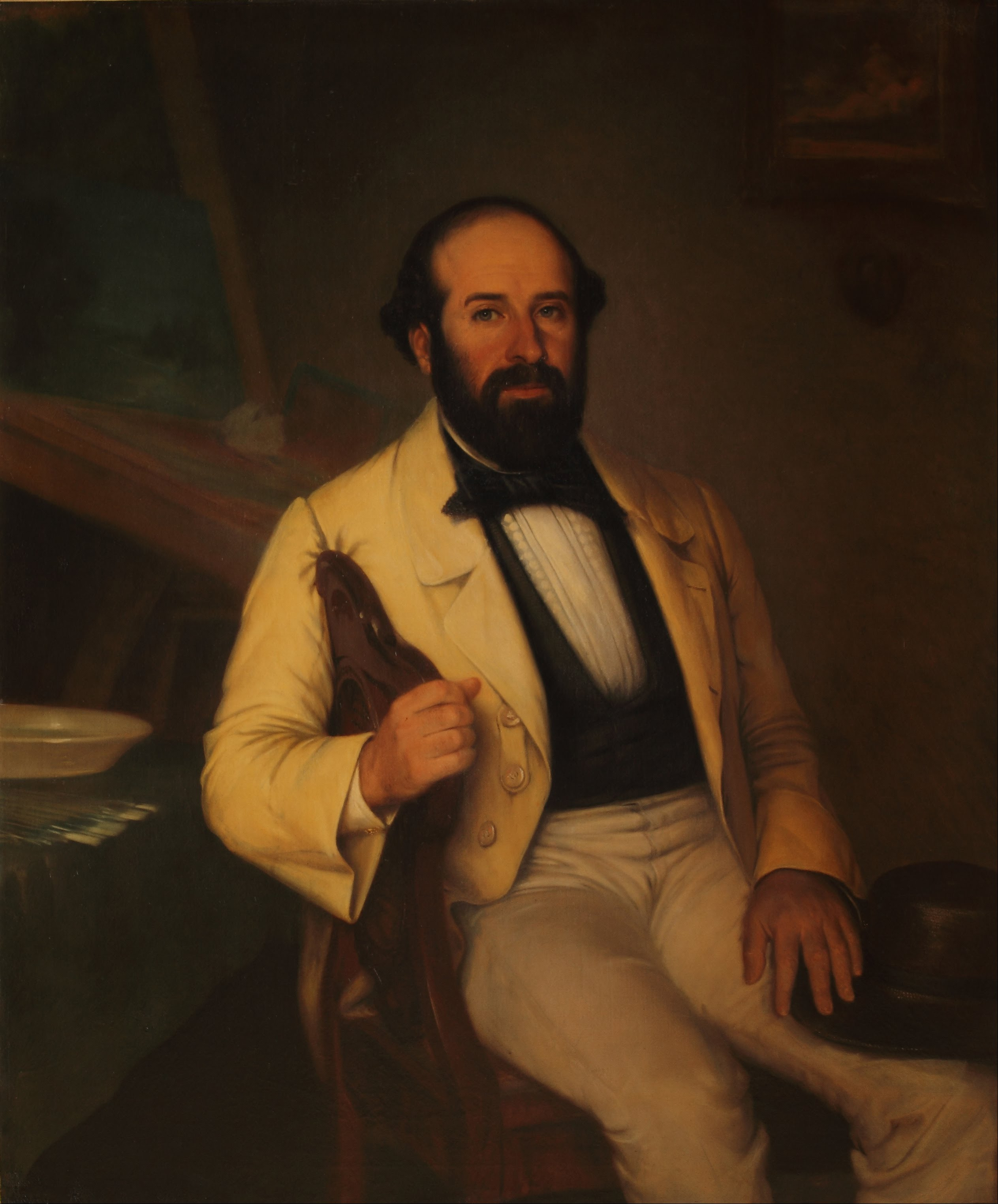
Сантьяго Кальсаділья
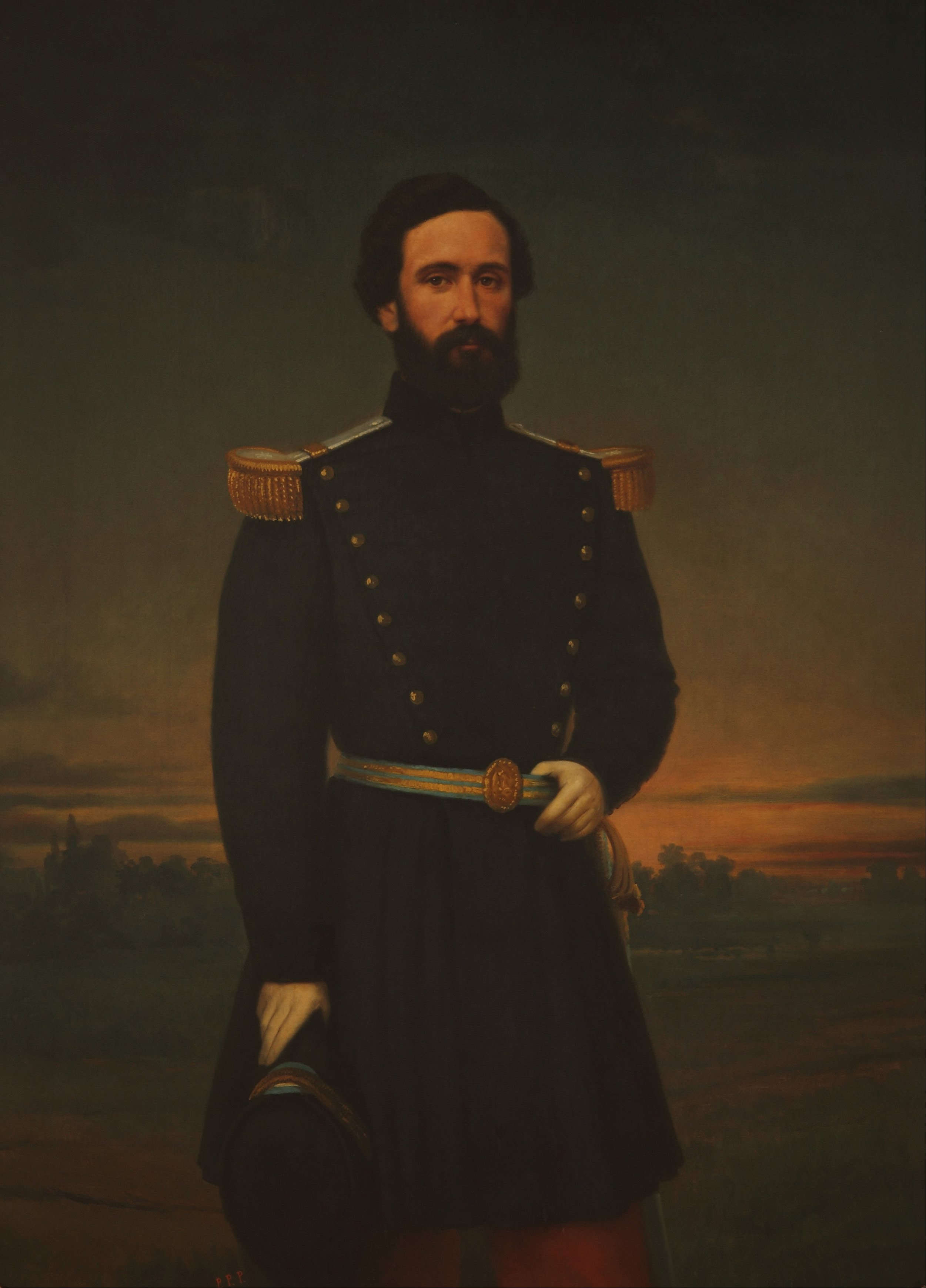
Алехандро Діас
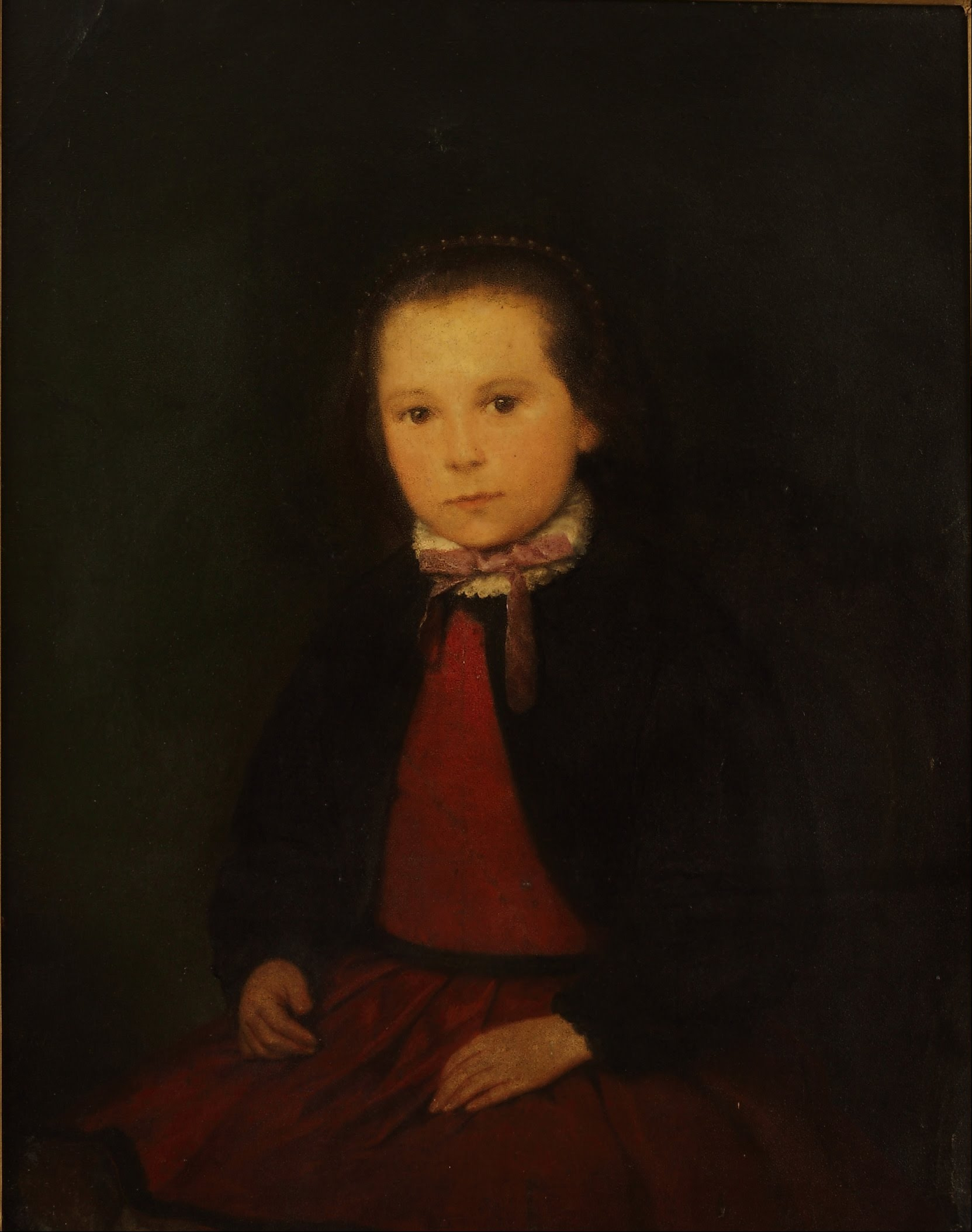
Портрет дівчинки
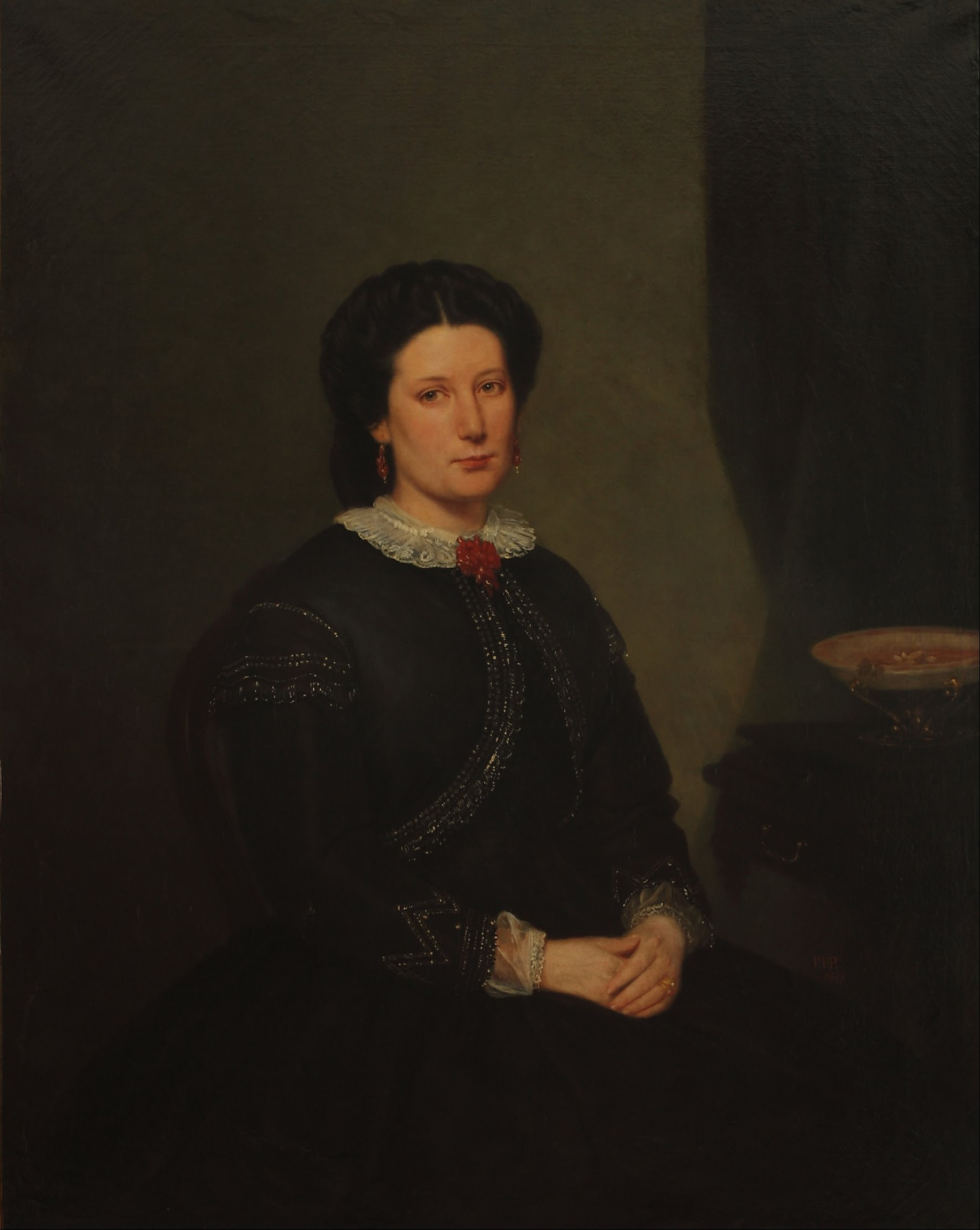
Адела Істман де Баррос
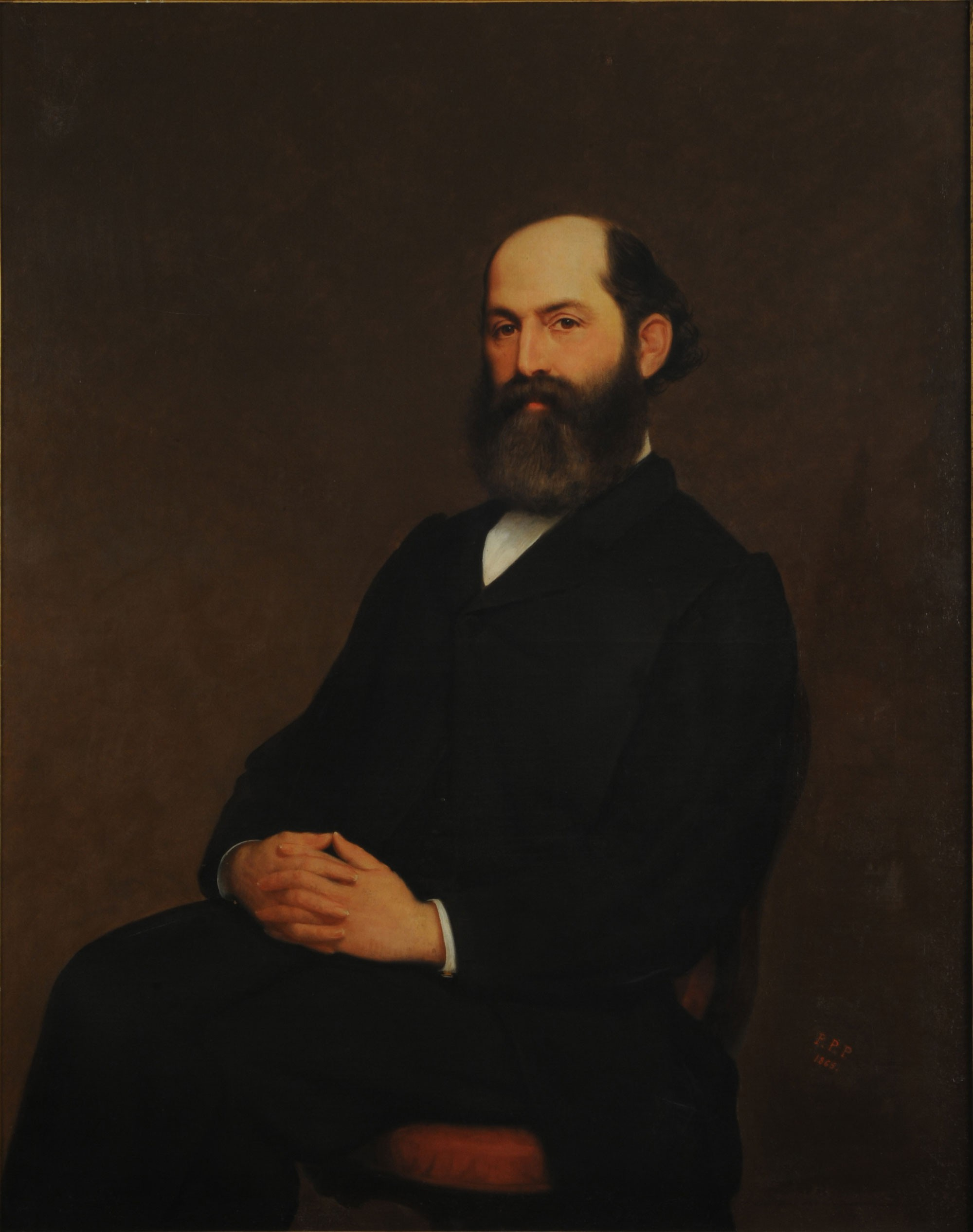
Каміло Альдао
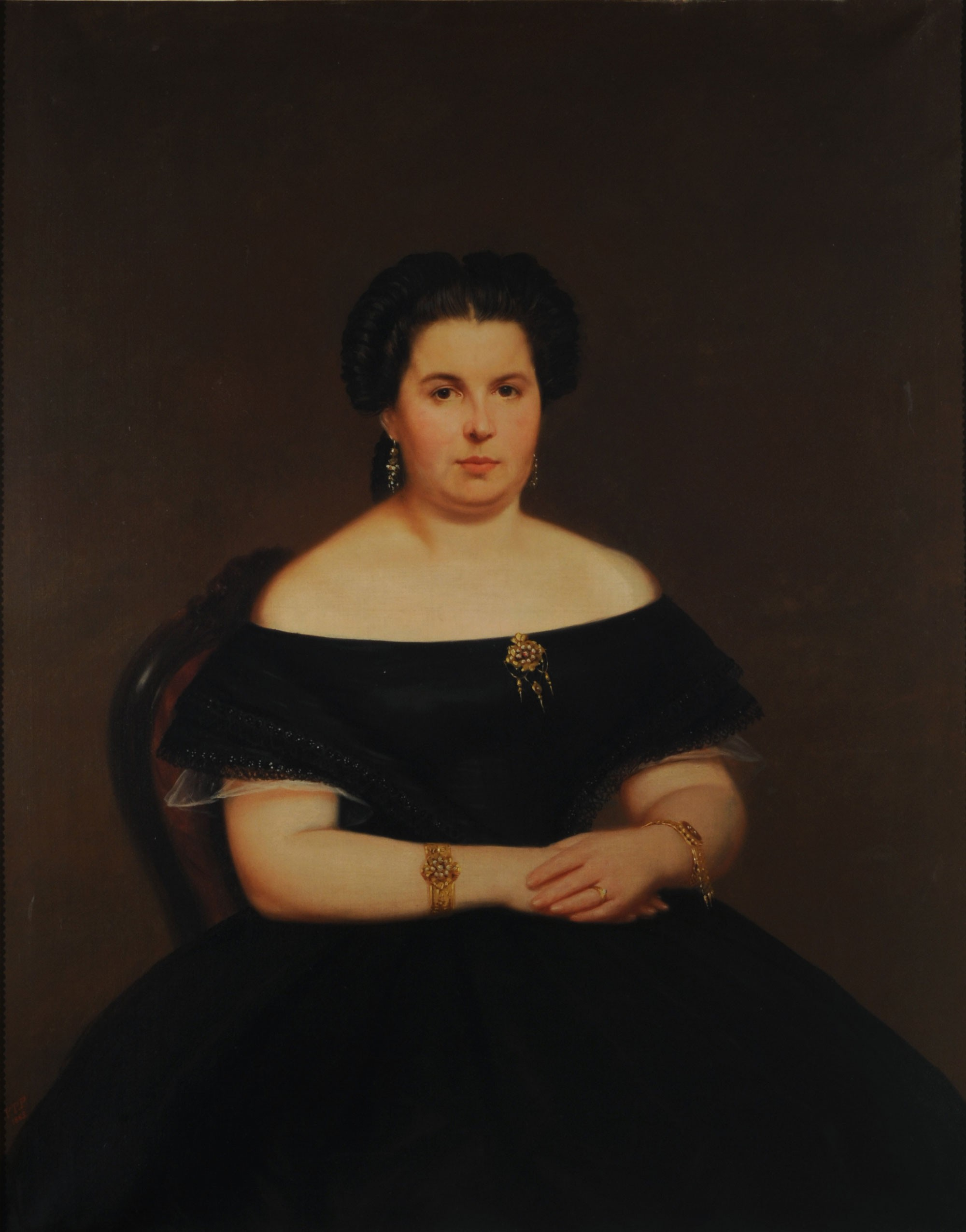
Інес де Альдао
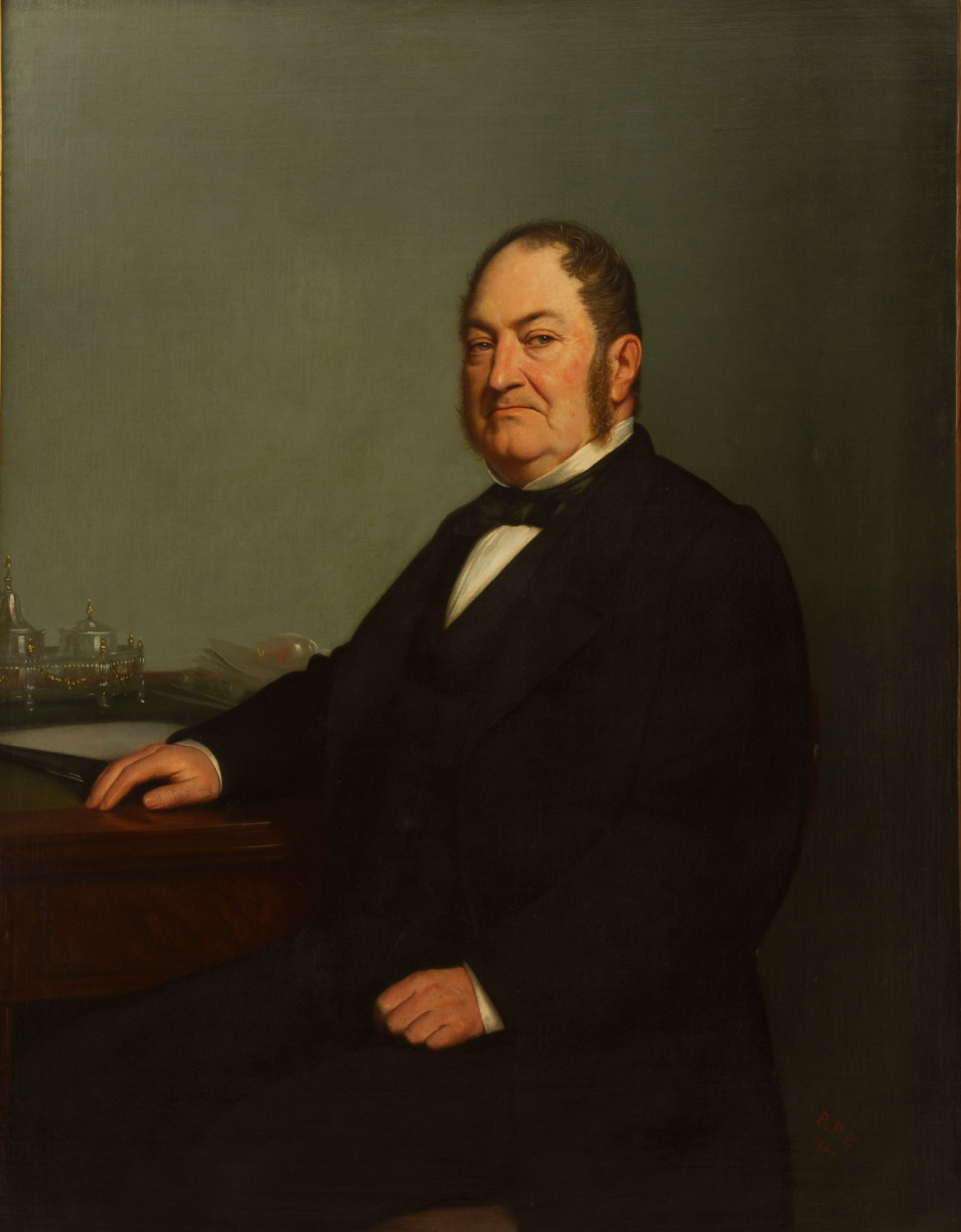
Мігель де Асквенага